# 1 000 kilomètres de Monza 1967
Navigation
Édition précédente Édition suivante
Les 1 000 kilomètres de Monza 1967, disputées le 25 avril 1967 sur l'Autodromo Nazionale di Monza, sont la dix-huitième édition de cette épreuve, la sixième sur un format de 1 000 kilomètres, et la troisième manche du championnat du monde des voitures de sport 1967.

## Course

### Classement de la course
Classement à l'issue de la course (vainqueurs de catégorie en gras), :
| Pos.          | Catégorie | N° | Écurie                       | Pilotes                                   | Châssis/Moteur            | Tours |
| ------------- | --------- | -- | ---------------------------- | ----------------------------------------- | ------------------------- | ----- |
| 1             | P + 2.0   | 3  | SpA Ferrari SEFAC            | Lorenzo Bandini Chris Amon                | Ferrari 330P4 (de)        | 100   |
| 2             | P + 2.0   | 4  | SpA Ferrari SEFAC            | Mike Parkes Ludovico Scarfiotti           | Ferrari 330P4             | 100   |
| 3             | P 2.0     | 15 | Porsche System Engineering   | Jochen Rindt Gerhard Mitter               | Porsche 910               | 96    |
| 4             | P + 2.0   | 7  | Scuderia Filipinetti         | Nino Vaccarella Herbert Müller            | Ferrari 412P (de)         | 95    |
| 5             | P 2.0     | 16 | Porsche System Engineering   | Hans Herrmann Joseph Siffert              | Porsche 910               | 95    |
| 6             | S + 2.0   | 33 | Ford France                  | Jo Schlesser Guy Ligier                   | Ford GT40                 | 95    |
| 7             | P 2.0     | 22 | Squadra Tartaruga            | Dieter Spoerry (de) Rico Steinemann       | Porsche 906LH             | 93    |
| 8             | S 2.0     | 43 | Porsche System Engineering   | Udo Schütz Jochen Neerpasch               | Porsche 906               | 92    |
| 9             | S + 2.0   | 5  | J. W. Automotive Engineering | David Piper Dick Thompson                 | Mirage M1 (de)            | 92    |
| 10            | S 2.0     | 46 | Luigi Taramazzo              | Giulio Bona Luigi Taramazzo               | Porsche 906               | 91    |
| 11            | S + 2.0   | 36 | Edward Nelson                | Edward Nelson Eric Liddell                | Ford GT40                 | 89    |
| 12            | S + 2.0   | 38 | Pierre de Siebenthal         | Pierre de Siebenthal Antonio Finiguerra   | Ferrari 250 LM            | 89    |
| 13            | S + 2.0   | 40 | Squadra Bardahl              | Art Swanson Robert Ennis                  | Ferrari 250LM             | 85    |
| 14            | GT + 2.0  | 53 | Paul Vestey                  | Paul Vestey (de) Carlos Gaspar            | Ferrari 275 GTB/C         | 82    |
| 15            | GT + 2.0  | 54 | Riccardone                   | Nanni Galli Carlo Benelli                 | Ferrari 275 GTB/2         | 80    |
| 16            | GT 2.0    | 59 | British Motor Co.            | Roger Enever Alec Poole                   | MGB                       | 76    |
| 17            | GT 2.0    | 58 | Wicky Racing Team            | André Wicky Guido Haberthur               | Porsche 911S              | 76    |
| 18            | GT 2.0    | 56 | Alain Finkelstein            | Alain Finkelstein Jean Sage               | Porsche 911S              | 74    |
| 19            | GT 1.6    | 63 | Enrico Passolini             | Enrico Passolini Giorgio Bassi            | Matra Djet MB8S           | 70    |
| Non classés   |           |    |                              |                                           |                           |       |
| 20            | P 2.0     | 23 | Eduardo Lualdi               | Marsilio Pasotti Eduardo Lualdi           | Ferrari Dino 206S         |       |
| 21            | P 2.0     | 29 | Ottorino Volonterio          | Teodoro Zeccoli Ottorino Volonterio       | Alfa Romeo Giulia TZ2     |       |
| 22            | P 2.0     | 30 |                              | Giuseppe Tronci Giorgio Bianchi           | Alfa Romeo Giulia TZ2     |       |
| 23            | GT + 2.0  | 42 | Scuderia Filipinetti         | André Bungener Robert Blouin              | Ferrari 275 GTB/4         |       |
| Abandons      |           |    |                              |                                           |                           |       |
| 24            | S + 2.0   | 32 | Scuderia Filipinetti         | Denis Borel Claude Ballot-Léna            | Ford GT40                 | 85    |
| 25            | P + 2.0   | 9  | North American Racing Team   | Pedro Rodríguez de la Vega Jean Guichet   | Ferrari 412P              | 46    |
| 26            | P 2.0     | 27 | Racing Team VDS              | Serge Trosch Teddy Pilette                | Alfa Romeo Giulia TZ2     | 21    |
| 27            | P 2.0     | 12 | SpA Ferrari SEFAC            | Jonathan Williams Günter Klass            | Ferrari Dino 206S         | 16    |
| 28            | P + 2.0   | 6  | J. W. Automotive Engineering | Jacky Ickx Alan Rees                      | Mirage M1                 | 14    |
| 29            | S + 2.0   | 35 | Terry Drury Racing           | Jackie Oliver Terry Drury                 | Ford GT40                 | 3     |
| 30            | P + 2.0   | 1  | Chaparral Cars Inc.          | Mike Spence Phil Hill                     | Chaparral 2F (en)         |       |
| 31            | P 2.0     | 18 | Scuderia Brescia Corse       | Mario Casoni Romano Martini               | Ferrari Dino 206S         |       |
| 32            | P 2.0     | 21 |                              | Clemente Ravetto Gaetano Starrabba        | Ferrari Dino 206S         |       |
| 33            | P 2.0     | 24 | Société Automobiles Alpine   | Mauro Bianchi Henri Grandsire             | Alpine A210               |       |
| 34            | P 2.0     | 28 |                              | Paolo de Leonibus Riccardo Di Bona        | Alfa Romeo Giulia TZ2     |       |
| 35            | S + 2.0   | 34 | Ford France                  | Henri Greder Jean-Michel Giorgi           | Ford GT40                 |       |
| 36            | S + 2.0   | 41 | Heini Walter                 | Heini Walter Peter Ditzler                | Ferrari 250LM             |       |
| 37            | S 2.0     | 44 | Porsche System Engineering   | Gerhard Koch (de) Rolf Stommelen          | Porsche 906               |       |
| 38            | S 2.0     | 45 |                              | Romano Perdomi (de) Giuliano Facetti      | Porsche 906               |       |
| 39            | S 2.0     | 49 |                              | Turillo Barbuscia Maurizio Micangeli (de) | Porsche 904 GTS           |       |
| 40            | S 2.0     | 49 |                              | Siegfried Zwimpfer Pierre Sudan           | Ferrari 275 GTB/2         |       |
| Non partants  |           |    |                              |                                           |                           |       |
| 41            | P + 2.0   | 2  | Edgar Berney                 | Edgar Berney Jean de Mortemart (pl)       | Bizzarrini GT Strada 5300 | 1     |
| 42            | P 2.0     | 14 |                              | Giampiero Biscaldi (de) Giorgio Pianta    | Ferrari Dino 206S         | 2     |
| 43            | P 2.0     | 19 | Antonio Nicodemi             | Carlo Facetti Antonio Nicodemi            | Alfa Romeo GTA            | 3     |
| 44            | GT + 2.0  | 61 |                              | Ernst Brem Hans Olsen                     | Jaguar E-Type             | 4     |
| 45            | GT 1.6    | 60 |                              | Alessandro Uberti                         | Alfa Romeo Duetto         | 5     |
| Non qualifiés |           |    |                              |                                           |                           |       |
| 46            | P 2.0     | 20 |                              | John Markey Hugh Dibley (en)              | Diva Valkyrie             | 6     |
| 47            | P 2.0     | 11 |                              | Ferdinando Latteri Ignazio Capuano        | Ferrari Dino 206S         | 7     |
| 48            | P 2.0     | 25 |                              | George Henrotte Bobby Bell                | Piper GT                  | 8     |
| 49            | P 2.0     | 31 |                              | Aladino Stefanelli Silvano Cecchi         | Alfa Romeo Giulia TZ2     | 9     |
| 50            | S 2.0     | 48 |                              | Ennio Bonomelli Raffaello Ciarpaglini     | Porsche 906               | 10    |
| 51            | S 2.0     | 50 |                              | Roberto Dolfi Moreno Baldi                | Alfa Romeo Giulia TZ      | 11    |
| 52            | GT + 2.0  | 55 |                              | Stefano Campetella Luca Marozzi           | Ferrari 275 GTB/2         | 12    |
| 53            | GT 2.0    | 57 |                              | Sidney Charpilloz                         | Porsche 911S              | 13    |
| 54            | GT 1.6    | 62 |                              | James Bernard Fortmann Alfred Frei        | Lotus Elan                | 14    |